# Salomo Keyzer
Salomo Keyzer (Kampen, 18 januari 1824 - Delft, 25 februari 1868), was doctor in de letteren en in de rechten. Hij doceerde aan de Koninklijke Academie te Delft en was vervolgens hoogleraar aan en directeur van de Indische Instelling te Delft.
Salomo Keyzer studeerde aan de Universiteit Leiden, in zijn tijd ook wel aangeduid met 'Leydsche Hoogeschool', waar hij in 1847 promoveerde tot doctor in de rechten en in de letteren met de dissertaties 'De tutela secundum jus thalmudiacum' en 'De jurejuranda Justiniano el Theodorae praestandeo'.
Na zijn promotie had hij zich onder hoogleraar Taco Roorda verder in de Javaanse taal bekwaamd.
In 1850 verving Keyzer de in dat jaar overleden Albert Meursinge voor het onderwijs in Mohammedaans recht en de inlandse wetten aan de Koninklijke Akademie.
In 1859 werd Keyzer benoemd tot hoogleraar, waarmee hij een van de eerste Joodse hoogleraren in Nederland werd.
Toen de Koninklijke Academie werd opgeheven en door de Delftse gemeente de Indische Instelling werd opgericht ten behoeve van het onderwijs aan toekomstige ambtenaren in Nederlands-Indië, werd Keyzer benoemd tot directeur. Hij gaf er tevens les in het Mohammedaans, publiek en administratief recht en de geschiedenis van Nederlands-Indië..
Zijn benoeming tot directeur verliep moeizaam door de hoge eisen die hij eraan stelde. Het gemeentebestuur wist hem met moeite over te halen akkoord te gaan met een jaarsalaris van fl. 7.000,-. Dat was niet alleen veel meer dan de fl. 3000,- die hij bij de Academie verdiende, het was ook tweeënhalf keer het salaris van een hoogleraar in Leiden. Bovendien bedong hij dat dit salaris hem voor het leven zou worden gegarandeerd ongeacht de toekomst van de instelling.
Keyzer schreef onder meer een vertaling van de Koran en diverse handboeken, waaronder 'Handboek voor het Mohammedaandsch regt' (1853).
Salomo Keyzer was getrouwd met Rozetta de Leeuw, geboren in Zutphen. Ze kregen zes kinderen. Salomo Keyzer overleed in 1868, op 45-jarige leeftijd, te Delft. Keyzer werd begraven op de Joodse Begraafplaats aldaar.
Rozetta de Leeuw overleed op 24 mei 1901. Ook zij werd begraven op de Joodse Begraafplaats te Delft.